# Aquilino Iglesia Alvariño
Aquilino Iglesia Alvariño (Seivane de Vilarente, Abadín, Lugo, Galiza, 10 de Junho de 1909 - 1961)  foi um poeta. Estudou no seminário de Mondoñedo e dedicou sua vida ao ensino do latim e à criação poética em galego e castelhano.
Traduziu para o galego textos de autores clássicos como Horácio, Teócrito e Tibulo. Sua poesia inscreve-se dentro da corrente iniciada por Noriega Varela que deu em chamar-se humanismo paisagista ou neo-virgilianismo, que comparte com autores como Xosé María Díaz Castro ou Crescente Vega. 
Na sua obra percebe-se a marca da poesia clássica, do saudosismo português e, em menor medida, do imaginismo herdado de Amado Carvalho e do criacionismo de Manuel Antonio. Os temas recorrentes na sua poesia são a dor existencial e a paisagem. Antes da guerra publicou Señardá (1930), poemário formado por sonetos no qual o tema principal é a dor; e Corazón ao vento (1933) onde há uma maior abertura ao vanguardismo. Foi também colaborador d´A Nosa Terra e militante do Partido Galeguista
Em 1947 apareceu Cómaros Verdes, considerado o primeiro livro de poesia de entidade publicado em língua galega após a Guerra, no qual abandona a rima, empregando preferentemente o hendecassílabo branco. Nele mergulha-se num paisagismo no qual saudade é um tema fundamental, misturando hilozoísmo, neotrobadorismo e classicismo formal. Em Dia a Dia (1960) domina a atitude existencial com contínuas referências ao passado e num tom grave e reflexivo. Com Lanza de Soledá (1961) volta ao soneto e a temática foca-se na angústia humana no meio de uma "Noite" simbólica na qual a contraposição luz/sombra tem grande importância. Nesse mesmo ano publica também "Nenias", poemas homenagem a autores galegos e forâneos, modernos e antigos que vão de Catulo até Rosalia de Castro. Postumamente editou-se Leva seu cantare (1963), que recolhe poemas inéditos ou espalhados por diversas publicações.
Foi-lhe dedicado o Dia das Letras Galegas de 1986.

## Obra
Poesia
- Señardá (Lugo, 1930).
- Corazón ao vento (Lugo, 1933).
- Contra el ángel y la noche (Buenos Aires: Emecé, 1941).
- Cómaros verdes (Vilagarcía de Arousa: Celta, 1947).
- De día a día (Vilagarcía de Arousa: Celta, 1960).
- Nenias (Vigo: Galaxia, 1961).
- Lanza de soledá (Ourense: Editora Comercial, 1961).
- Leva o seu cantare (Vilagarcía de Arousa: Celta, 1964).

Traduções
- Horacio, Carmina (Madrid: CSIC, 1950).
- Plauto, A comédia da oliña (Vigo: Galaxia, 1962).

Ensaios
- Noriega Varela, poeta da montaña (Vigo: Galaxia, 1969).
- A lengua dos poetas do Norte de Lugo (A Coruña: Publicações da Real Academia Galega, 1964).
- Lengua e estilo de Cabanillas. Obras completas de Ramón Cabanillas (Buenos Aires: Galiza, 1959).